# Xysticus banksi
Xysticus banksi là một loài nhện trong họ Thomisidae.
Loài này thuộc chi Xysticus. Xysticus banksi được Elizabeth Bangs Bryant miêu tả năm 1933.